# Sergej Jur'evič Davydov
Sergej Jur'evič Davydov (in russo Сергей Юрьевич Давыдов?; 28 luglio 1979) è un ex calciatore russo, di ruolo attaccante.

## Palmarès

### Individuale
- Capocannoniere della Vyšėjšaja Liha: 1

2001 (25 gol)